# Baltersan Castle
Baltersan Castle is een zestiende-eeuws kasteel, gelegen vlak bij Maybole en Crossraguel Abbey in de Schotse regio South Ayrshire.

## Geschiedenis
Baltersan Castle is gebouwd aan het eind van de zestiende eeuw door John Kennedy, lid van de machtige familie Kennedy wiens invloedssfeer zich uitstrekte tussen Ayr en Creetown. Zijn vader was David Kennedy of Pennyglen, in dienst van de graven van Cassillis. Zijn moeder was Margaret, dochter van Alexander Kennedy of Bargany en weduwe van William Wallace of Craigie. Zij huwde rond 1540 Gilbert, derde graaf van Cassillis.
De familie Kennedy had ook belangrijke band met het nabijgelegen Crossraguel Abbey. William Kennedy was er tussen 1520 en 1547 abt en zijn neef Quintin Kennedy volgde hem op en bleef administrateur tot 1564.
De familie Kennedy wordt voor het eerst in verband gebracht met Baltersan in het laatste kwartaal van de vijftiende eeuw. James Kennedy of Baltersan, Lord of Row, huwde in 1473 Egidia Blair, oudste dochter van John Blair. Egidia Blair stierf in 1530 in Baltersan Castle, zijnde Lady Row of Baltersan, en begraven in de Onze-Lieve-Vrouwekapel in de kerk van Crossraguel Abbey. Haar testament is bewaard gebleven in het archief van Crossraguel Abbey.
James vader, Sir Gilbert, was de eerste Heer van Row geworden voor 1458 en werd later beheerder van Stirling Castle. Zijn grootvader, Sir James, huwde in 1405 prinses Mary, dochter van Robert III van Schotland.
In 1571 stierf David Kennedy. Vanwege betalingsachterstand werd het kasteel verkocht aan Thomas Kennedy of Bargany. Zeven maanden ervoor had John Kennedy met zijn tweede vrouw, Margaret Cathcart, de landerijen van Baltersan in bezit genomen.
Het eigendom van Baltersan is moeilijk te volgen in de archieven door de vele benamingen die gebruikt zijn die lijken te verwijzen naar (delen van) het kasteel of de omringende landerijen.
In de jaren 1660 was majoor Thomas Kennedy de bewoner van Baltersan Castle.
In 1721 kwam Baltersan Castle in handen van kapitein Hugh Arbuthnot, neef van John Kennedy of Baltersan, de laatste eigenaar.
Halverwege de achttiende eeuw was het kasteel zeker een dakloze ruïne. Eind negentiende eeuw verwierf Peter Sturrock, ex-provoost van Kilmarnock, het kasteel met het doel het kasteel te herstellen; dit gebeurde echter niet.
Op het einde van de twintigste eeuw was Baltersan Castle wederom in bezit van de familie Kennedy als onderdeel van de Culzean en Cassillis landgoederen.

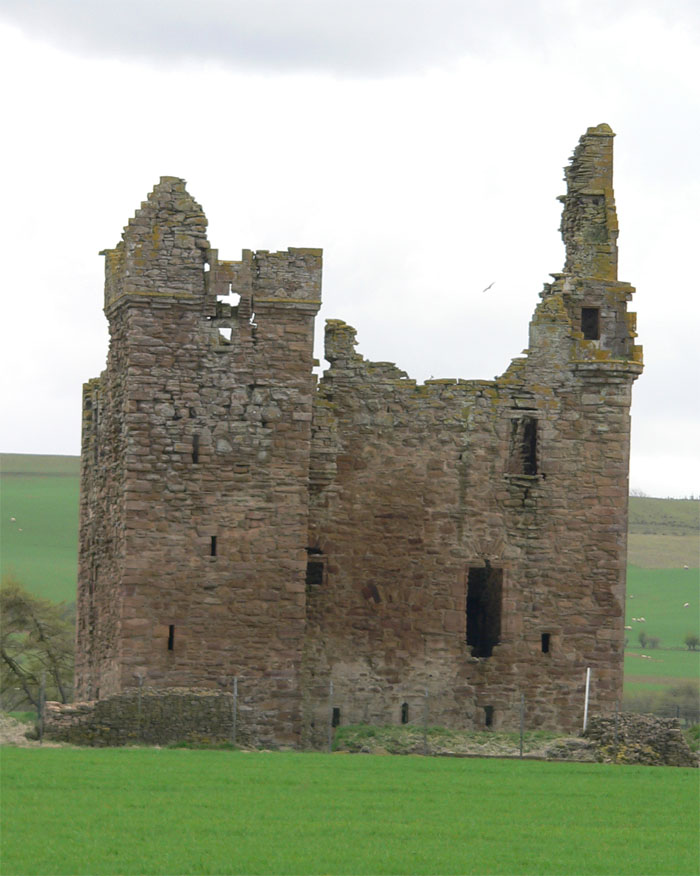
Baltersan Castle

## Bouw
Baltersan Castle is een woontoren van vijf verdiepingen en volgt de L-plattegrond. Het kasteel meet 370 vierkante meter. Enkel de buitenmuren staan nog overeind. Op de begane grond bevonden zich vermoedelijk de keuken en de voorraadkelders; op de eerste verdieping bevond zich de great hall en daarboven de privévertrekken van de heer en vrouwe.
Bij de ingang stond de tekst (onleesbaar geworden na de negentiende eeuw): This house was begun the First day of March 1584 by John Kennedy of Pennyglen and Margaret Cathcart his spouse (De bouw van dit huis is begonnen op de eerste dag van maart 1584 door John Kennedy of Pennyglen en Margaret Cathcart zijn vrouw). Ernaast bevond zich een steen met een wapen.

## Beheer
Baltersan Castle is privé-eigendom. Enkel de buitenzijde kan bekeken worden.